# الکساندر ماندزیوک
الکساندر ماندزیوک (اوکراینی: Олександр Васильович Мандзюк؛ زادهٔ ۱۰ ژانویهٔ ۱۹۸۳) بازیکن فوتبال اهل اوکراین است.
از باشگاه‌هایی که در آن بازی کرده‌است می‌توان به باشگاه فوتبال اوبولون-برووار کیف و باشگاه فوتبال ماریوپول اشاره کرد.